# Dubioza kolektiv
Dubioza Kolektiv is een Bosnische experimentele-rockband. De band werd opgericht in 2003 en staat bekend om de politieke liedteksten, vaak bezongen in meerdere talen. In de teksten zet de band zich in tegen nationalisme en voor tolerantie en politiek bewustzijn. Qua muziekstijl verwerkt Dubioza kolektiv elementen uit hiphop, dub, ska, reggae, rock, punk, elektronische en Balkanmuziek. De band treedt op in voetbalshirts met de naam Dubioza.
Dubioza kolektiv gaf optredens op festivals als Lowlands, Down the Rabbit Hole, Festival Dranouter en Couleur Café.

## Bandleden
- Brano Jakubović
- Vedran Mujagić
- Almir Hasanbegović
- Adis Zvekić
- Senad Šuta
- Mario Ševarac
- Jernej Šavel

## Discografie
- Dubioza kolektiv (2004)
- Dubnamite (2006)
- Firma Ilegal (2008)
- 5 do 12 (2010)
- Wild Wild East (2011)[42
- Apsurdistan (2013)
- Happy Machine (2015)
- Pjesmice za djecu i odrasle (2017)
- #fakenews (2020)
- Agrikultura (2022)